# ふるさと尾根道緑道

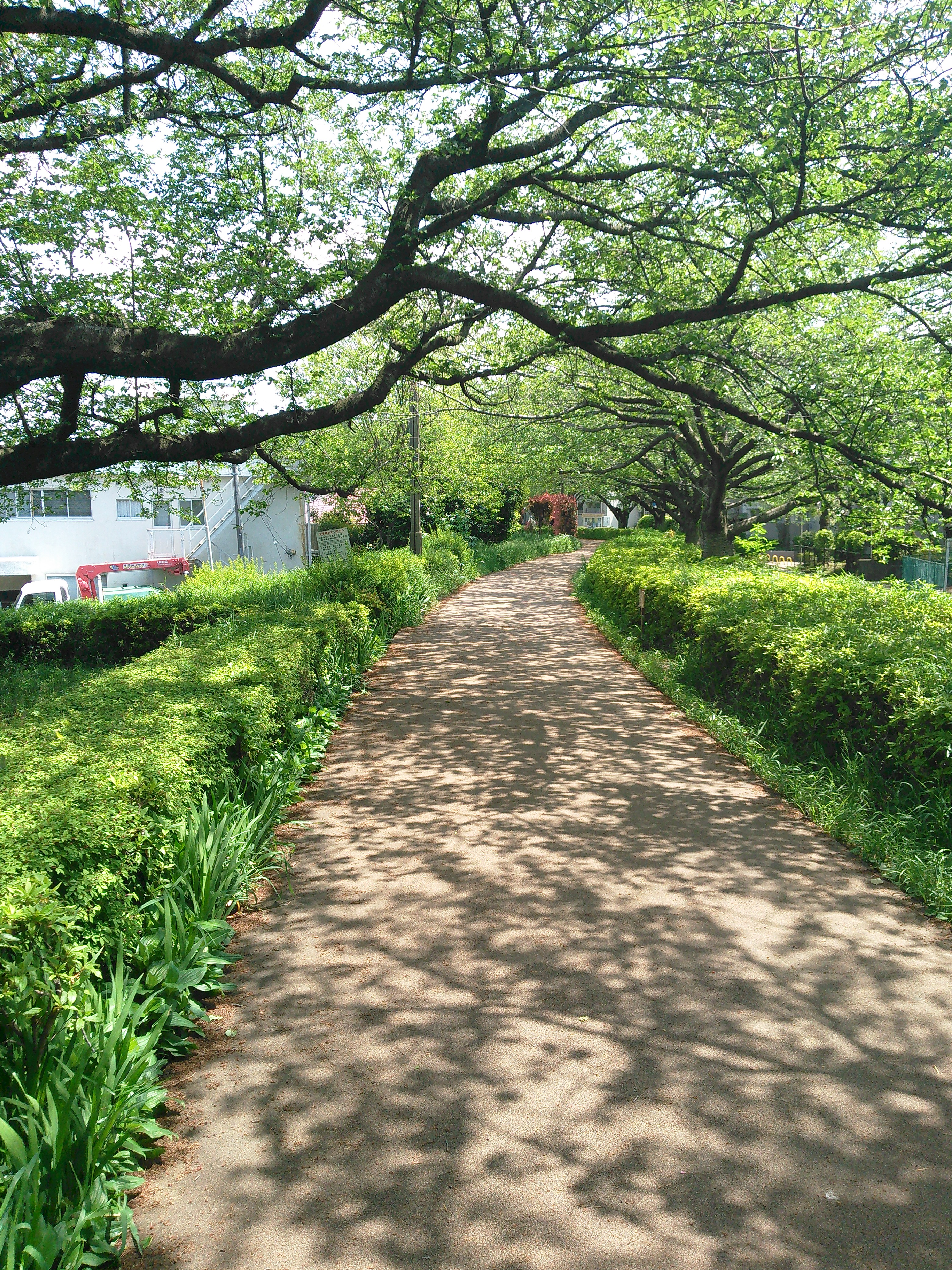
ふるさと尾根道緑道

ふるさと尾根道緑道（ふるさとおねみちりょくどう）は、神奈川県横浜市旭区にある遊歩道である。区内の公園を緑道でつなぐ「旭区グリーンロード」構想の一環として整備され、相鉄本線鶴ヶ峰駅とよこはま動物園ズーラシアとを結ぶ3.4キロメートル（km）の徒歩ルートの一部を構成する。鶴ケ峰本町の横浜市立鶴ヶ峯中学校付近から神奈川県道45号丸子中山茅ヶ崎線（中原街道）と交差する上白根町の横浜旭陵高校前交差点にかけての1.6 kmは、1994年12月15日に、相模川上流の沼本ダム（相模原市緑区）から鶴ヶ峰浄水場へ原水を送る導水路の上部に歩道が整備された。沿道には桜が植樹され、動物のオブジェが配置されている。本道に接する今宿東公園には、トイレなどが整備されている。
2000年には、都市景観大賞景観形成事例部門（小空間レベル）を受賞している。

## ギャラリー

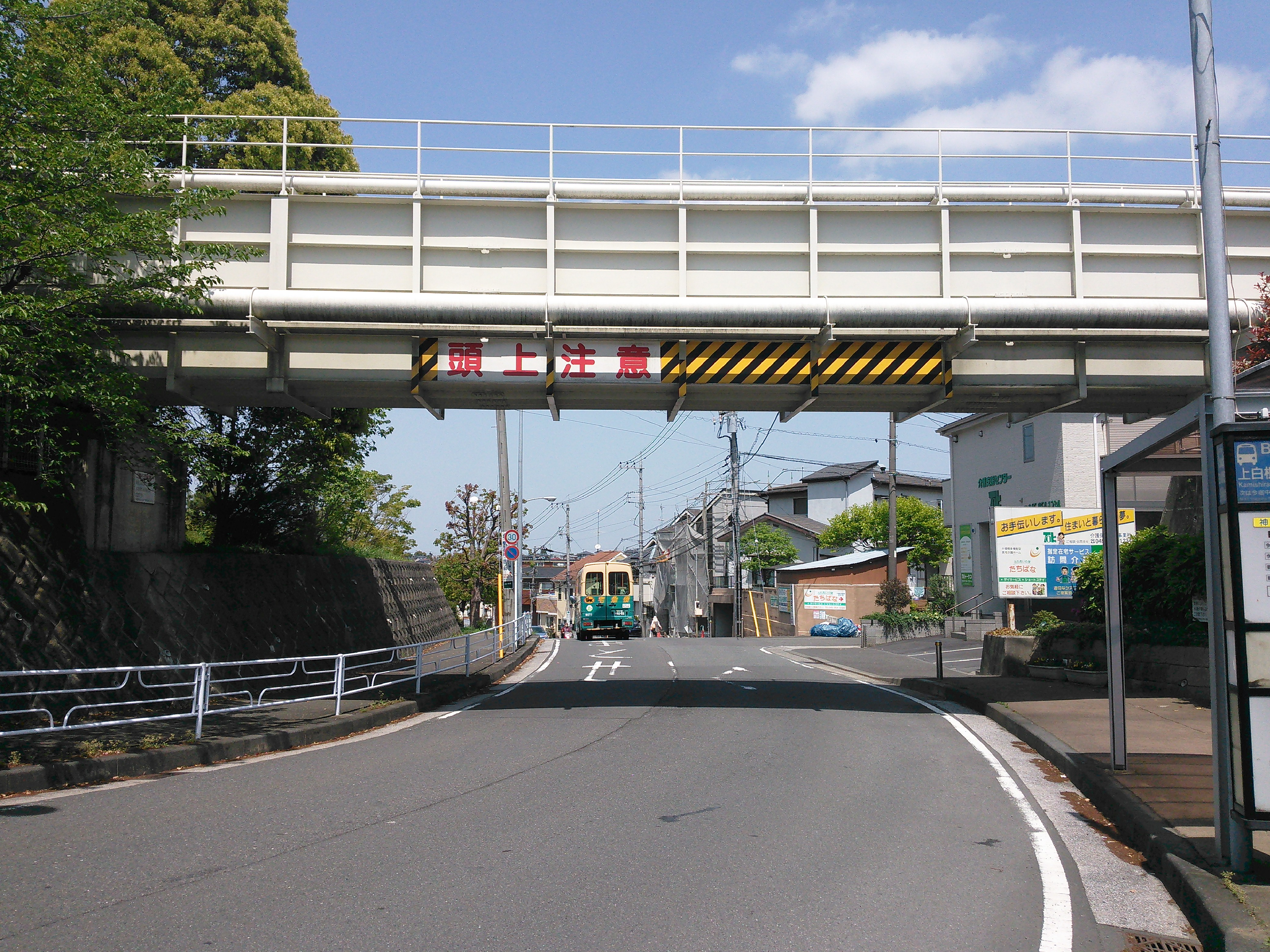
起伏の関係で水路が高架となる個所では、緑道は水路橋上ではなく地形沿いに進み、橋の下の街路と交差する
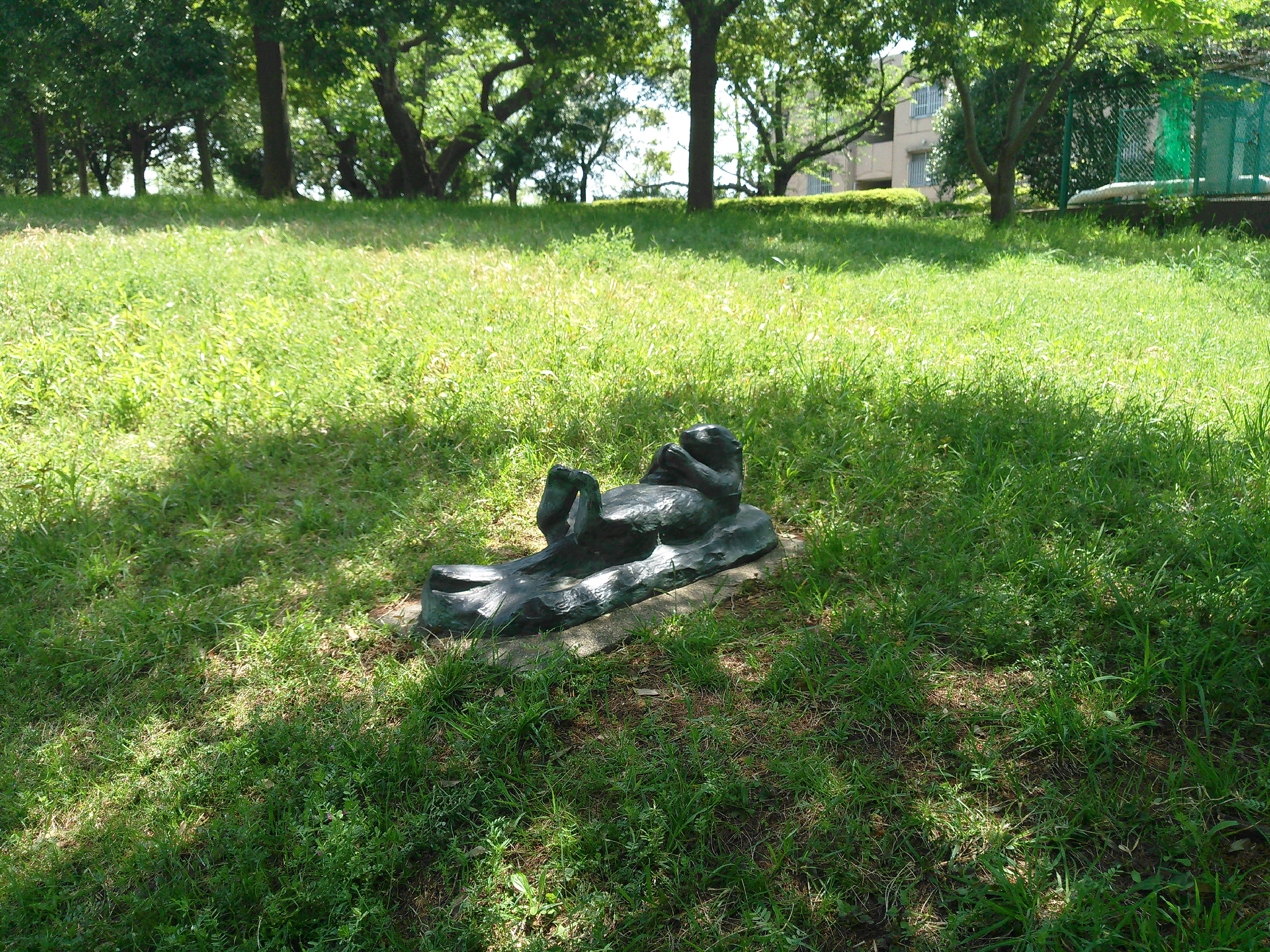
動物園へのルートであり、道沿いには動物のオブジェが